# Rings Around the World
Rings Around the World je páté studiové album velšské skupiny Super Furry Animals. Album vyšlo v červenci 2001 u vydavatelství Epic Records a jde o jejich debut u major labelu. Na albu hrála, mimo členů skupiny, řada různých doprovodných hudebníků (houslisté, violisté, violoncellisté). Tuto sestavu ještě doplnili hosté Paul McCartney, dřívější člen skupiny The Beatles a John Cale, dřívější člen The Velvet Underground.

## Seznam skladeb
| Pořadí | Název                            | Délka |
| ------ | -------------------------------- | ----- |
| 1.     | Alternate Route to Vulcan Street | 4:31  |
| 2.     | Sidewalk Serfer Girl             | 4:01  |
| 3.     | (Drawing) Rings Around the World | 3:29  |
| 4.     | It's Not the End of the World?   | 3:25  |
| 5.     | Receptacle for the Respectable   | 4:32  |
| 6.     | [A] Touch Sensitive              | 3:07  |
| 7.     | Shoot Doris Day                  | 3:38  |
| 8.     | Miniature                        | 0:40  |
| 9.     | No Sympathy                      | 6:57  |
| 10.    | Juxtapozed with U                | 3:08  |
| 11.    | Presidential Suite               | 5:24  |
| 12.    | Run! Christian, Run!             | 7:20  |
| 13.    | Fragile Happiness                | 2:35  |

## Obsazení
Super Furry Animals
- Gruff Rhys – zpěv, rytmická kytara, harmonika
- Huw Bunford – sólová kytara, doprovodný zpěv, pedálová steel kytara
- Guto Pryce – basová kytara
- Cian Ciaran – klávesy, doprovodný zpěv
- Dafydd Ieuan – bicí, doprovodný zpěv

Ostatní hudebníci
- Howard Gott – housle ve skladbách 1, 6, 11
- Harriet Harris – housle ve skladbách 4, 7, 10
- S. Herbert – housle ve skladbách 4, 7, 10
- Steven Hussey – housle ve skladbě 6
- Jackie Norrie – housle ve skladbách 1, 4, 7, 10, 11
- Sonia Slany – housle ve skladbách 4, 7, 10
- Lucy Theo – housle ve skladbě 6
- Brian Wright – housle ve skladbách 1, 6, 11
- Nick Barr – viola ve skladbách 4, 7, 10
- Sophia Sirota – viola ve skladbách 1, 11
- Clare Smith – viola ve skladbách 4, 7, 10
- Nick Cooper – violoncello ve skladbách 4, 7, 10
- Sophie Harris – violoncello ve skladbách 4, 7, 10
- Matt Sibley – saxofon ve skladbách 5, 7, 11
- Gary Alesbrook – trubka ve skladbách 5, 7, 11
- Tony Robinson – trubka, křídlovka, pozoun ve skladbách 5, 7, 11
- Beti Rhys – harfa ve skladbách 10, 11
- John Telfer – flétna ve skladbě 10
- John Cale – klavír ve skladbě 11
- Osian Gwynedd – klavír ve skladbě 1
- Kris Jenkins – perkuse ve skladbách 9, 10, 11
- Anna Smith – doprovodný zpěv ve skladbě 1
- Paul McCartney ve skladbě 5